# 2000 EM26
2000 EM26 es un asteroide cercano a la Tierra y potencialmente peligroso. Fue descubierto el 5 de marzo de 2000 y observado todo el 14 con una magnitud aparente de 20, mientras estaba a 40 grados desde la Luna. Para el 17 de marzo de 2000, solo estaba a 4 grados de un 90% de la luna creciente. Nunca ha sido incluido en el sistema de monitoreo de asteroides peligrosos Sentry porque ninguna de las soluciones orbitales posibles constituiría un riesgo de impacto en los próximos 100 años aproximadamente. El asteroide tiene un máximo de 270 metros de diámetro y pasó cerca de la Tierra a distancia segura entre el 17 y el 18 de febrero de 2014. Debido a que la órbita fue mal determinada, el asteroide puede haber estado bastante más lejos de la Tierra y a decenas de grados de donde el telescopio señaló durante la aproximación de 2014.
La aproximación de 2014 fue transmitida en vivo por internet a las 09:00pm EST (02:00 UTC) del 18 de febrero de 2014, por la comunidad los observatorios Slooh. El observatorio Slooh en el monte Teide en Islas Canarias estaba cubierto de nieve durante ese periodo, por lo que se utilizaron las imágenes del observatorio Slooh en Dubái para intentar detectar el asteroide. En el momento de la transmisión, no se pudo ver ninguna imagen obvia del asteroide. Algunos espectadores se quejaron por Twitter indicando que fue aburrido porque el objeto nunca apareció en imágenes, mientras que otros dijeron que "aburrido" fue un buen resultado para un pase cercano a la Tierra.
2000 EM26 es un asteroide atón, y como tal se encuentra frecuentemente cerca del Sol pues el asteroide rara vez viaja fuera de la órbita de la Tierra. La misma está pobremente determinada pues el asteroide tiene un arco de observación de solo 9 días creando una incertidumbre orbital de 7. Como el asteroide no se ha observado desde el 14 de marzo de 2000, la región de incertidumbre ha seguido aumentando. Durante su aproximación en 2014, el 17 de febrero fue el primer día que la órbita nominal tuvo una elongación solar mayor a 90 grados desde el Sol, lo que facilitó recuperarlo en un cielo oscuro. Utilizando la órbita nominal, se esperaba que el asteroide tuviera una magnitud aparente de alrededor de 16 y pasara a 0,02 unidades astronómicas (2 991 957,4 km) de la Tierra. La aproximación más cercana (perigeo-geocéntrica) fue alrededor de las 00:15 UTC del 18 de febrero ± 13 horas. Incluso con un arco de observación de 9 días, se sabía que la distancia mínima de aproximación a la Tierra ese día sería 0,018 unidades astronómicas (2 692 761,7 km) con una pequeña posibilidad de que el asteroirde pasara tan lejos como 0,13 unidades astronómicas (19 447 723,2 km) de la Tierra. Debido a la región de incertidumbre del asteroide, pudo estar a 75 grados de la posición nominal en el cielo del 18 de febrero de 2014.
Con una magnitud absoluta (H) de 21,7, se estima el tamaño del asteroide alrededor de 120-270 m de diámetro, dependiendo del albedo (la cantidad de luz que refleja).

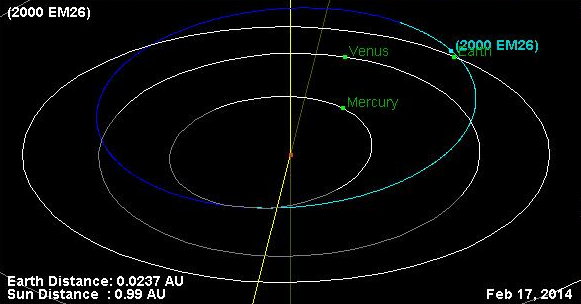
La órbita nominal pero mal determinada del asteroide cercano a la Tierra 2000 EM26 (17 de febrero de 2014).